# Norman Osborn
Norman Osborn es un supervillano ficticio que aparece en los cómics estadounidenses publicados por Marvel Comics, cuyas principales características son las de un multimillonario sociópata. El personaje fue creado por el escritor y editor Stan Lee y el escritor y artista Steve Ditko, y apareció por primera vez en The Amazing Spider-Man # 14 (julio de 1964), como la encarnación original y más conocida del Duende Verde.
Como jefe industrial amoral de Oscorp, Norman estuvo expuesto a una fórmula experimental que mejoró sus habilidades físicas e intelecto, pero también lo llevó a la locura. Después de haber soportado como el enemigo del Hombre Araña, Osborn ha sido parte de los superhéroes que definen historias, además de ser el padre de Harry Osborn, Gabriel Stacy y Sarah Stacy, el abuelo de Normie Osborn, y la causa de muerte de Gwen Stacy, a continuación, Ben Reilly (antes de su resurrección) y Flash Thompson. Aunque su principal obsesión es Spider-Man, a menudo entra en conflicto con otros superhéroes en el Universo Marvel.
Como el Duende, adoptó una apariencia temática de Halloween: vestirse con un disfraz de duende, montar en un "Duende Planeador" en forma de murciélago, y usar un arsenal de armas de alta tecnología, como "Bombas de Calabaza" como granadas, para aterrorizar a la ciudad de Nueva York. Aunque Osborn a veces trabaja con otros supervillanos como Doctor Doom y Mysterio, y grupos como Seis Siniestros y Vengadores Oscuros, estas relaciones a menudo colapsan debido a su deseo de un caos desenfrenado. En el arco de la historia de "Dark Reign" de 2009, Osborn ganó nuevo estatus como héroe público y se convirtió en el portador original de la armadura Iron Patriot.
El personaje ha estado en varias de las principales listas de villanos como uno de los mayores enemigos de Spider-Man y uno de los mejores villanos de cómics de todos los tiempos. La popularidad del personaje lo ha visto aparecer en una variedad de productos, inspirar estructuras del mundo real (como atracciones de parques temáticos) y ser mencionado en varios medios. Osborn ha sido adaptado para servir como adversario de Spider-Man en encarnaciones de acción en vivo, animadas y de videojuegos. El personaje ha sido retratado por Willem Dafoe en las películas de Spider-Man (2002), Spider-Man 2 (2004), y Spider-Man 3 (2007) y volverá a interpretar su papel en Spider-Man: No Way Home (2021), ambientada en el Universo cinematográfico de Marvel. Chris Cooper en la película The Amazing Spider-Man 2 (2014). Entre otros, los actores Neil Ross, Alan Rachins, Steven Weber y Josh Keaton proporcionó la voz de Osborn en la serie animada de Spider-Man de 1981, 1994, 2008, 2012 y 2017.

## Historia

### Primeros años
Norman nació en New Haven, Connecticut, como el hijo del rico industrial Amberson Osborn. Amberson, un brillante estudiante en los campos de la ciencia, se convirtió en alcohólico después de perder el control de su compañía de fabricación y su fortuna, y se volvió físicamente abusivo con su familia. Norman rápidamente llegó a despreciar a su padre, resolviendo ser un mejor sostén de la familia mientras desarrollaba tendencias homicidas tempranas como un medio de aliviar el estrés del abuso de su padre.
Algún tiempo después de que su padre perdiera su fortuna, Norman fue encerrado en el sótano de una de las casas de Amberson durante una noche tormentosa. Norman, naturalmente temeroso de la oscuridad, vio a una criatura duende verde merodeando en el sótano. La criatura era tan horrible que asustó a Norman al darse cuenta de que la oscuridad era mejor que la luz. Esto hizo a Norman más duro y más intrépido a lo largo de los años, sin saber que pronto se convertiría en el monstruo duende en sí mismo.
En la universidad, donde estudió química, administración de empresas e ingeniería eléctrica, Norman conoce a su novia de la universidad, Emiliy, que finalmente se casará y tendrá a su hijo Harold "Harry" Osborn. En su edad adulta, con la ayuda de su profesor universitario, Mendel Stromm, crea la empresa de tecnología de defensa Industrias Oscorp y se establece como CEO y presidente. La compañía tiene un gran éxito y Norman recupera la riqueza que había perdido durante su infancia. Sin embargo, su esposa Emily, se enferma y muere cuando Harry apenas tiene un año, el estrés que empuja a Norman a trabajar más duro, lo que lo lleva a descuidar emocionalmente a Harry.
Con la esperanza de obtener un mayor control de Industrias Oscorp, Osborn acusó a Stromm de malversación de fondos y arrestó a su socio y le vendió sus acciones de la compañía. Buscando las posesiones de su antiguo mentor, Norman descubre una fórmula experimental de mejora de la fuerza / inteligencia, pero al tratar de crear el suero, se vuelve verde y explota en su rostro. El accidente aumenta enormemente su inteligencia y habilidades físicas según lo previsto, pero también tiene el efecto secundario de llevarlo a la locura autodestructiva, al igual que su padre de hace años.

### Duende Verde original
Norman adopta la identidad del Duende Verde con el objetivo de convertirse en el líder del crimen organizado en la ciudad, y tiene la intención de consolidar su posición al derrotar a Spider-Man. Actuando por su cuenta como el duende, o mediante el empleo de otros super-criminales como el líder, acosaría a Spider-Man muchas veces, pero no lograría su objetivo. Pronto, Stromm regresa de prisión, e intenta vengarse de Osborn usando un ejército de robots, pero Norman es salvado por Spider-Man, y Stromm aparentemente muere de un ataque al corazón.
Para descubrir la identidad secreta de su némesis, Osborn expone a Spider-Man a un gas que anula los sentidos del héroe arácnido. Esto le permite a Osborn acechar a Spider-Man hasta que se entera de que su némesis es Peter Parker, un estudiante universitario (y compañero de clase de su hijo). Mientras Parker se dedica a la vida civil, Osborn sorprende y golpea a Parker con una granada de asfixia, llevándose al joven a su base costera. Después de desenmascararse con Parker, este último lo incita a contar cómo se convirtió en el Duende, y usa el tiempo para liberarse. En la batalla subsiguiente, Spider-Man accidentalmente golpea a Osborn en una masa de cables eléctricos, borrando su memoria. Sintiendo pena por su némesis, y deseando evitar la vergüenza que le sobrevendría a la familia Osborn (especialmente Harry, el mejor amigo de Parker), Spider-Man destruye el disfraz de Duende en el incendio resultante y le dice a las autoridades que Osborn perdió su memoria mientras ayudaba a derrotar el Duende.
Pronto, Osborn está preocupado por los recuerdos reprimidos de Duende Verde y Spider-Man. Después de una presentación sobre supervillanos del NYPD, el Capitán George Stacy restaura la memoria de Osborn, experimenta un breve retorno a su personaje de Goblin. Si bien el secuestro de amigos de Parker y amenazando a la Tía May de Parker, que está expuesta a uno de sus propias "bombas psicodélicas", provocando una recaída de la amnesia.
Más tarde, Osborn se topa con un antiguo escondite de duendes verdes que, una vez más, restaura su memoria. Sin embargo, el impacto de ver a Harry hospitalizado, con una sobredosis de drogas, hace que la amnesia de Osborn vuelva una vez más. Después de la restauración final de sus recuerdos, el Duende secuestra y lleva a Gwen Stacy a un puente. Durante el intento de rescate de Spider-Man, Osborn golpea a Gwen fuera del puente, lo que resulta su muerte al caer. Spider-Man, traumatizado y obsesionado con la venganza, rastrea al Duende hasta su escondite, y en la batalla subsiguiente, Osborn es atravesado por su propio Duende Planeador.

### Regreso
Mientras Osborn se encuentra en la morgue, se revela que la fórmula Duende le dio un factor de curación previamente desconocido que lo devuelve a la vida; en el proceso de escabullirse, mata a alguien con un físico similar a él para fingir su muerte. Ya no sufre episodios de amnesia, Norman escapa a Europa, donde puede moverse libremente y pasar desapercibido. Durante este tiempo en el extranjero, creído muerto por el público en general, orquesta varias tramas, incluida la sustitución de May Parker con una actriz genéticamente alterada, y la falsificación de la muerte de su propio hijo.
Sin embargo, lo más significativo es que utiliza su fortuna para construir una vasta red de criminales, espías, engañados y conspiradores para ayudar a diseñar lo que sería una trama casi imposiblemente compleja y meticulosamente planificada para destruir la vida de Spider-Man. Para lograr esto, se convierte en el líder de la camarilla de Scrier, teniendo como peones a Seward Trainer, Judas Traveler, el Chacal y el cyborg Gaunt, todos los cuales utiliza para vengarse de Peter Parker.
Es este grupo de individuos los que se vuelven cruciales en engañar a Parker para que crea que el joven es en realidad un clon de sí mismo creado por Chacal, mientras afirma que el clon, que ahora se conoce como Ben Reilly, es en realidad el original. Frustrado por la perseverancia de Parker a pesar de todo lo que se ha infligido, Osborn revela públicamente que está vivo en Halloween. Durante la batalla que se produce entre ellos, Osborn intenta matar a Parker empalando a su enemigo con su Duende Planeador. Cuando Reilly sacrifica él mismo Osborn para salvar a Parker (y de inmediato se deteriora al morir como lo hacen todos los clones del Chacal), Parker descubre que él es el original. Durante este mismo período, Osborn puede o no haber sido responsable del asesinato o secuestro de la hija recién nacida de Peter, después de que uno de sus aliados aparentemente causó la muerte del bebé.
Al regresar a su antiguo poder, Osborn recupera el control de su negocio y también compra el Daily Bugle, humillando al examigo y colega de la sociedad J. Jonah Jameson, ya que este último ya no tiene control sobre el periódico. También atormenta a Ben Urich y exige una retractación sobre una exposición de su tiempo como el Duende, proporcionando pruebas falsas de que él nunca fue el supervillano, a pesar de la extensa investigación de Urich. Sin embargo, él guarda su más sádico tratamiento para Peter, actuando no solo como un recordatorio constante de todo el dolor que ha infligido a su némesis a lo largo de los años, sino también de una amenaza inminente que podría atacar en cualquier momento. Esta acumulación de presión eventualmente hace que Spider-Man golpee salvajemente al civil y no resistente Osborn frente al CCTV de este último, lo que, combinado con Osborn convenciendo al Trapster de enmarcar a Spider-Man por asesinato, y volviéndose un fugitivo de nuevo. Para evitar esto, Spider-Man adopta cuatro nuevas identidades, usando dos de estas identidades para convencer a Trapster de exponer su propio rol en el esquema de Osborn, y proporcionar evidencia falsa de que la persona que golpeó a Osborn fue un impostor.
Durante un tiempo, Osborn se retira de su personaje disfrazado y utiliza un sustituto para no ser sospechoso de ser el Duende Verde. Este quinto duende secuestra al nieto de Norman y se enfrenta con un querido y herido Spider-Man. Norman también cruza caminos con Roderick Kingsley e inicia una toma hostil del imperio corporativo de este último, en represalia por asaltar el arsenal e identidad del Duende. Mientras su suplente se hace pasar por el Duende, Osborn se une a un culto, esperando recibir un gran poder del 'Encuentro de los Cinco', que otorgará a los participantes: Poder, Conocimiento, Inmortalidad, Locura o Muerte, pero mientras él cree que él recibirá Poder, en cambio se le dará Locura y amenaza al mundo con bombas genéticas. Es durante este tiempo que Peter descubre que May está viva y la actriz de Osborn murió en su lugar. La completa locura de Osborn es evidente, ya que alucina desenmascarar y matar a Peter; sin embargo, en realidad, Peter lo derrota fácilmente. Él es rescatado de la custodia a partir de entonces por su camarilla de secuaces.
Unos meses más tarde, el altamente inestable Osborn recuperó parcialmente su cordura con la ayuda de drogas antipsicóticas. Viene a ver a Parker como el hijo que siempre había deseado e intenta que Parker se enfrente al manto del Duende Verde usando la tortura fisiológica, pero finalmente falla. El próximo plan de Osborn implica el uso de un ebrio Flash Thompson para conducir un camión a la escuela Midtown High, lo que resulta en un accidente que causa daño cerebral a Thompson. Esto enfurece con éxito a Parker en lo que Osborn anticipa que será una batalla culminante. Durante este enfrentamiento, Parker, agotado emocionalmente, le dice a Osborn que está cansado de su constante batalla y declara una tregua.
La identidad del Duende de Osborn se revela al público una vez más a través de una investigación de Jessica Jones, después de que Osborn asesina a uno de los reporteros del Daily Bugle. Después de una batalla con Spider-Man y Luke Cage, Osborn es arrestado y enviado a prisión por primera vez. Sin embargo, las cosas estaban lejos de terminar. Detrás de las rejas, Osborn volvió a planear un plan contra Spider-Man. Esta vez, tiene a MacDonald "Mac" Gargan como Escorpión secuestrando a May. El plan era que Spider-Man liberara a Osborn de la prisión a cambio de la vida de la tía de Parker. Peter aceptó a regañadientes y con la ayuda de la Gata Negra procedió atacar a Osborn, solo para tener a doce de sus mayores enemigos esperando afuera.
Osborn había reunido un equipo de supervillanos. Sin embargo, Mary Jane Watson se había puesto en contacto con S.H.I.E.L.D., y los villanos se enfrentaron no solo por Spider-Man, sino por el poder combinado del Capitán América, Iron Man, Yellowjacket, Daredevil y los Cuatro Fantásticos. Durante el altercado, el Duende Verde logra escapar y secuestrar a Mary Jane, llevando el interés amoroso de Peter al puente George Washington para reproducir el asesinato del último amor. Sin embargo, un Doctor Octopus drogado interviene, atacando al Trasgo. Spider-Man es capaz de salvar a Mary Jane después de que un relámpago envía a los dos villanos al río. Siguiendo algunas pistas verbales del Duende, Peter también descubre dónde había escondido a May y rescata a este último también. Se revela que Osborn le envió una carta a Peter antes de la pelea, agradeciendo a Peter por dar significado y propósito a su vida, pero Peter nunca recibió la carta debido a mudarse a una residencia diferente. Después de esta batalla, Osborn intenta escaparse a París, pero es aprehendido por agentes de S.H.I.E.L.D.
Años después de la muerte de Gwen Stacy, se revela que Osborn tuvo una aventura de una noche con Gwen después de sentirse abrumada por su carisma, lo que llevó al embarazo de Gwen con sus hijos gemelos Gabriel y Sarah. Osborn tiene tres motivos para matar a Gwen; venganza contra Spider-Man, para evitar que Gwen hablara de su aventura y creara un escándalo, y que llevara a sus hijos a criar por sí mismo, convirtiéndose así en sus herederos ideales. Mary Jane fue la única persona que conoció su relación y la existencia de sus hijos antes de la muerte de Gwen, despreciando a Osborn por sus comportamientos inmorales mucho antes de descubrir que él es el villano Duende. Cuando los niños (que envejecieron rápidamente hasta la edad adulta) vuelven a atacar a Peter, cuando Osborn cree que Peter es el padre que los abandonó y es responsable de la muerte de Gwen, Peter aprendió los detalles del pasado de Gwen con Osborn y los gemelos de Mary Jane, y es capaz de convencer a Sarah de la villanía de Osborn, la verdad de su paternidad y las circunstancias de la muerte de Gwen, y estabilizó su fisiología Duende con una transfusión de sangre. Mientras tanto, el propio Gabriel descubre la verdad de su relación con Osborn después de ver un mensaje de video en una de las guaridas del Duende, alineándose con su padre para estabilizar su propia condición usando una variación de la fórmula Duende a costa de su cordura.

### H.A.M.M.E.R. y los Vengadores Oscuros
Osborn intenta distanciarse de su personaje Duende Verde después de que le receten medicamentos para su estado mental. Durante la "Guerra Civil" sobre el Acta de Registro Sobrehumanos, Osborn es nombrado director del equipo de superhéroes de Thunderbolts, ahora tiene la tarea de arrestar a cualquiera que se resista a registrarse. Mientras está en esta capacidad, dirige los Thunderbolts para aprehender o matar a Spider-Man, pero después de que Mephisto cambia la realidad, Harry Osborn está vivo una vez más, y nadie (incluido Norman) conoce la identidad secreta de Spider-Man. Al final, Spider-Man logra evadir este ataque coordinado y escapar.
Durante la "Invasión Secreta" por extraterrestres que cambian de forma, los Skrulls, Osborn dispara y mata a la reina Skrull Veranke. Aprovecha este éxito ampliamente publicitado, posicionándose como el nuevo director de la fuerza paramilitar tipo S.H.I.E.L.D., H.A.M.M.E.R. para avanzar en su agenda, mientras usa su imagen pública para comenzar sus propios Vengadores Oscuros, sustituyendo a Moonstone por Ms. Marvel, Bullseye por Hawkeye, Venom por Spider-Man, Daken por Wolverine y Noh-Varr por Capitán Marvel, además de manipular Ares y Sentry en ayudar a promover su causa. El mismo Osborn lidera a los Vengadores Oscuros como Iron Patriot, una armadura creada por él mismo después de la armadura de Iron Man con los colores del Capitán América. Osborn simultáneamente forma la alianza Camarilla con Doctor Doom, Emma Frost, Namor, Loki y Capucha, pero esta 'alianza' rápidamente se desmorona cuando Namor y Frost traicionan a la Camarilla para ayudar a los X-Men. Los intentos de Norman de ejercer su autoridad se ven cada vez más amenazados por varios superhéroes. Después de eliminar los registros de la Ley de Registros Superhumanos para que Osborn no tenga acceso a la información registrada sobre los héroes después de su implementación, Osborn es engañado para atacar a Tony Stark en un traje temprano de Iron Man, mostrando así a Osborn atacando brutalmente a un físico y un individuo mentalmente incapaz que ni siquiera estaba tratando de devolver el golpe. Después de que los Nuevos Vengadores se ven obligados a permitir que Osborn capture a Luke Cage cuando necesita tratamiento médico, el equipo usa un dispositivo de rastreo que Osborn plantó en Cage para engañarlo y hacer explotar su propia casa después de rescatar a Cage de la custodia de Osborn.
Harry se acerca a Norman con la oferta de un trabajo dentro de los Vengadores Oscuros. Norman le da la bienvenida a Harry en la Torre de los Vengadores, queriendo convertir a su hijo en el Hijo Americano. Cuando Harry encuentra una cura para la condición de Duende de Lily Hollister para la seguridad de su bebé, Lily revela que es una artimaña de obligar a Harry a tomar la armadura del Hijo Americano, a quien Norman había planeado que moriría en una tragedia para aumentar la simpatía por Norman y sus Vengadores Oscuros. Cuando Lily también revela que el bebé no es de Harry, pero de hecho es de Norman, Harry se pone su armadura de Hijo Americano y lucha contra Norman con su armadura Iron Patriot. Durante la batalla, Norman declara que Harry ya no es su hijo, y que ha criado a un hijo mejor para reemplazar el "fracaso" de Harry. Después de más burlas de Norman, Harry ataca y derrota a su padre, declarando "¡Yo nunca fui tu hijo!". Cuando Harry tiene la opción de matar a Norman, Spider-Man dice que lo decapite, ya que el factor de curación de Norman puede reparar un golpe en la cabeza. Spider-Man también advierte a Harry que matar a Norman hará que Harry "se convierta en el hijo que Norman siempre quiso". Harry, en cambio, retrocede y se aleja de su padre para siempre.
Por sugerencia de Loki, Osborn crea una justificación para invadir Asgard, alegando que el mundo (que estaba, en ese momento, ubicado en las afueras de Broxton, Oklahoma) plantea una amenaza a la seguridad nacional al enviar a los U-Foes a atacar Volstagg en Chicago, llevando a la destrucción de Soldier Field. Durante una batalla campal con varios superhéroes, Sentry causa al mundo de Thor de caer a la tierra. Osborn pelea con un Steve Rogers recientemente resucitado, sin embargo, Stark remueve la armadura de Osborn de forma remota, revelando que Osborn usó una pintura facial verde para crear un aspecto de duende. Osborn grita que no saben lo que han hecho, solo para que Spider-Man lo derribe. Él les dice que están todos muertos cuando se libera el Vacío. Osborn noquea a Rogers e intenta escapar, pero es capturado por Volstagg. Encarcelado en la penitenciaría de La Balsa, culpa a su alter ego Duende por arruinar su oportunidad de proteger el mundo.
Cuando se lo transfiere a una base gubernamental secreta bajo el agua, Osborn toma medidas para garantizar su liberación de la prisión. Utiliza un grupo de seguidores conocido como el " Culto Duende Verde" para salir con la ayuda de senadores corruptos; planea entregarse después de matar a sus compañeros fugitivos, estableciéndolo como un "campeón" del sistema judicial. Después de la ruptura, espera su juicio en una nueva prisión, esta controlada por sus miembros de culto. Usando su personaje escenificado como una voz para los "desposeídos", Osborn planea recuperar la armadura Iron Patriot y crea un nuevo equipo de Vengadores Oscuros, esta vez sustituyendo a June Covington por Bruja Escarlata, Ai Apaec por Spider-Man, Barney Barton por Hawkeye, Skaar por Hulk, Superia por Ms. Marvel, Gorgon por Wolverine y A.I.M.- reconstruido Ragnarok por Thor. En la primera pelea del equipo con los Nuevos Vengadores, Osborn revela que tiene los poderes de Super-Adaptoide, se declara el jefe de seguridad mundial y ordena que los Vengadores sean arrestados por crímenes de guerra. Sin embargo, el doble agente Skaar traiciona a Osborn, lo que permite a los Avengers robar el cuerpo de Osborn, sobrecargarlo de superpoderes y enviarlo al coma. A.I.M. e HYDRA recogen los recursos sobrantes de Osborn, y H.A.M.M.E.R. se disuelve. Después de que Hobgoblin regresa a Nueva York, una enfermera y un médico son llamados a la habitación del hospital de Norman, solo para descubrir que se ha ido.

### El Rey Duende
Cuando los niños que trabajan para el Buitre discuten qué hacer después de que Superior Spider-Man (la mente de Otto Octavius en el cuerpo de Spider-Man) derrota brutalmente al Buitre, el Duende Verde se acerca y les dice que él será el que aplastará al Superior Spider-Man. Más tarde se muestra que el Duende había reunido a una nueva pandilla de seguidores en las alcantarillas formadas a partir de miembros descartados de otras pandillas de villanos como Buitre, Búho y las pandillas del tercer Dragón Blanco. Estos secuaces escaparon ilesos de sus organizaciones porque Superior Spider-Man está más centrado en las amenazas más grandes (donde el Spider-Man original se centraría en las personas).
Mientras construye este ejército para atacar a Superior Spider-Man, toma el nuevo alias del Rey Duende. Los ninjas de La Mano que evadieron la captura llegan a las alcantarillas y se unen a los Duendes bajo tierra del Rey Duende. El grupo se deleita con la noticia de que, gracias al asalto de Superior Spider-Man, Rey Duende ahora posee más de la mitad del crimen organizado de Nueva York. Afirma que ahora es dueño de la ciudad de Nueva York como el Rey Duende del Crimen. Con la ayuda de Amenaza, Rey Duende libera a Phil Urich de un transporte de la prisión, y actualiza la armadura Duende de Urich y las armas, pidiendo a cambio solo la única identidad de Urich a partir de ahora como el Caballero Duende. Rey Duende entrena al Caballero Duende ansioso por enfrentarse a Superior Spider-Man. Rey Duende luego se hace pasar por Hobgoblin y es avistado por algunos de los Spiderlings.
Luego de que Carlie Cooper fuera llevada a la guarida del Rey Duende por Amenaza, él recibe el diario de Carlie de Amenaza que le revela que la mente de Otto está en el cuerpo de Spider-Man. Rey Duende dropea a Carlie con la fórmula Duende, haciendo que la mujer mute en el nuevo superhéroe villano Monstruo. Exige conocer la identidad de Spider-Man, pero Monstruo primero le pide a Rey Duende que revele su propia identidad. Rey Duende le asegura a Monstruo que él es Norman Osborn, pero se niega a quitarse la máscara hasta que haya demostrado ser una fiel seguidora, y despacha Monstruo y Amenaza en una misión. Rey Duende lucha y mata a Hobgoblin, aunque se revela que es un servidor con Roderick Kingsley todavía escondido en el extranjero.
Después de haber dado un golpe de Estado en Nueva York después de expandir sus recursos explotando la dependencia de Otto de la tecnología, el Rey Duende enfrenta directamente a Otto, enojado por haber sido estafado para vencer a su enemigo, pero ofreciéndole la oportunidad de unirse a él. Otto rechaza la oferta, pero cuando Otto descubre que no puede ganar contra los recursos del Rey Duende, teniendo varios aliados abandonados, y con la fe en sus propias capacidades, Otto se sacrifica para restaurar la mente original de Spider-Man. Cuando Spider-Man llega para la confrontación final, el Rey Duende rápidamente se da cuenta de que la personalidad original vuelve a estar bajo control cuando Spider-Man responde a las burlas de su némesis con sus propios chistes. En el duelo que sigue, Spider-Man desenmascara al Rey Duende, se entera de que se ha sometido a una cirugía plástica para cambiar su apariencia, actúa como CEO de Alchemax y tiene la intención de restablecerse como el empresario Mason Banks, ahora que Osborn se ha vuelto demasiado público conocido como un supervillano. Spider-Man derrota y despoja al villano de sus poderes con un suero ideado por Otto, pero Norman logra escapar a través de Liz Allan, ayuda discreta de Al esconderse una vez más, reflexiona que los diversos héroes no estarán preparados para él cuando regrese con su nueva identidad y enfoque como hombre de negocios, aparentemente ya no afectado por la enfermedad mental asociada con la fórmula Duende.

### Todo nuevo, todo diferente Marvel
La posición de Osborn como el Rey Duende fue rápidamente usurpada por Phil Urich. Sin embargo, pronto se muestra que un misterioso hombre con la cara vendada está vendiendo armas basadas en Duende a nivel mundial para atacar a Industrias Parker. Este hombre se revela a sí mismo como Norman vivo de nuevo después de las Guerras Secretas y todavía planea vengarse de Spider-Man. Se revela que participó en el reciente golpe de Estado de Symkaria. Restaura una apariencia de sus características originales a través de una cirugía plástica torcida pero que también se asemeja a las facetas del Duende Verde, y tiene la intención de lanzar una versión modificada de la fórmula duende para convertir a todo el país en soldados Duendes programados para ser leal a él.
Sin embargo, en su enfrentamiento final con Spider-Man, a pesar de exponer a su enemigo a una serie de gases para neutralizar temporalmente todos sus poderes, y desencadenar un EMP para cerrar todos los artilugios dentro de su nueva armadura de araña, Spider-Man sigue siendo capaz de derrotar a Osborn como los dos chocan. Mientras se las arregla para escapar mientras Peter se distrae, Osborn resuelve encontrar un medio para restaurar sus poderes, y concluye que solo ha derrotado a Spider-Man al permitirse recurrir a sus demonios internos. El primer paso aparente en este plan ocurre cuando Osborn logra robar el simbionte Carnage de un almacén de S.H.I.E.L.D. abandonado mientras Spider-Man está ocupado con el regreso de Zodiac. Los esfuerzos de Osborn por controlar el simbionte inicialmente son contraproducentes cuando se fusiona con él y se ve abrumado por el impulso de matar en lugar de su propio plan previo de dirigir su poder específicamente contra Spider-Man, pero es capaz de convencerlo de dejarlo él tiene el control a favor de intentar algo que no sea su habitual matanza sin sentido. Mientras interrogaba a un Jameson cautivo para obtener información sobre Spider-Man, Osborn toma un breve intervalo de la tortura para matar a Phil Urich mientras el autoproclamado Rey Duende intentaba atacar uno de sus viejos almacenes. Después de que Osborn apareciera como el Duende Verde, Jameson mencionó que no podía detener a Spider-Man, ya que incluso tirar a Gwen Stacy del puente no le impedía luchar. Esas palabras hicieron que Norman recordara que Spider-Man es Peter Parker. Atacando al Daily Bugle con su atuendo familiar de Duende, Osborn le da al resto del personal tiempo para evacuar mientras lucha contra Peter antes de revelar su nuevo vínculo con Carnage, proclamándose ser el Duende Rojo, expulsando a Spider-Man con "Bombas Carnage" que lesionan su pierna. Descubriendo un trazador de arañas transmisor de sonido plantado en él, Osborn usa esto para entregar una "ganga del diablo" a Peter; si Peter abandona su identidad como Spider-Man y nunca realiza más actos heroicos, Osborn lo dejará en paz, pero en el momento en que vea cualquier señal del regreso de Spider-Man, matará a todos en la vida de Peter. Peter coloca su camiseta de Spider-Man en un asta de la bandera para que Osborn pueda verla quemar, pero en privado promete que encontrará la manera de derrotar a Osborn como Peter Parker en lugar de Spider-Man. Peter puede contactar a varios aliados como Antorcha Humana, Clash, Silk y Miles Morales y el Agente Anti-Venom para vigilar a sus seres queridos. Cuando Norman se mueve contra Osborns y es inmune a las debilidades tradicionales de Carnage del fuego de la Antorcha Humana y los dispositivos de sonido de Clash, Peter se ve obligado a volver a la acción a pesar de su pierna lesionada, con el Agente Anti-Venom sacrificando la oportunidad de volver a la acción. sanar la lesión de Spider-Man cuando Osborn fusiona una parte del simbionte Carnage con su nieto Normie convirtiéndolo en una versión en miniatura de Duende Rojo.

## Poderes y Habilidades
Norman Osborn fue convertido en el Duende Verde por una solución química que él había ideado basándose en una fórmula originalmente concebida por el profesor Mendel Stromm. El proceso le otorgó a Osborn una fuerza sobrehumana, velocidad, reflejos y resistencia, así como un factor de curación rápida de bajo nivel.
Además de estas ventajas físicas, el suero también mejoró enormemente el intelecto promedio de Norman, convirtiéndolo en un genio genuino capaz de lograr avances en áreas avanzadas de genética, robótica, ingeniería, física y química aplicada. También se dice que la fórmula Duende ha vuelto loco a Osborn; los defectos en su personalidad fueron aumentados fuertemente por el suero, resultando en cambios de humor peligrosos y alucinaciones.
Tras su enfrentamiento con Spider-Man después de su campaña contra el Doctor Octopus en el cuerpo de Spider-Man, Norman Osborn se liberó de la fórmula Duende de su sistema y así perdió sus habilidades sobrehumanas, lo que le obligó a confiar en su intelecto y otros habilidades naturales. El antisuero del Doctor Octopus también previene los intentos de Osborn de restaurar sus poderes; finalmente busca deshacerse de él con la esperanza de tenerlos de nuevo a pesar de arriesgar su salud y cordura. Después de vincularse al simbionte Carnage, Norman lo usa para expulsar el antisuero de su cuerpo junto con restaurar su rostro a la normalidad.
Desde entonces, ha afirmado que ha "perfeccionado" la fórmula para otorgar poderes a los sujetos y, a la vez, revertir los que elige a una mentalidad más básica en la que aceptarán sus órdenes.

### Armas del Duende Verde
El Duende Verde está armado con una variedad de dispositivos extraños. Lleva un traje verde debajo de la cota de malla a prueba de balas con una túnica púrpura superpuesta. Su máscara tiene un filtro de gas incorporado para mantenerlo a salvo de sus propios gases. Las armas que caracterizan al Duende Verde son sus bombas de calabaza y sus murciélagos. Como su nombre lo sugiere, las bombas fueron diseñadas con la aparición de linternas. Estos variaban en función de las bombas de humo a los explosivos tradicionales, mientras que los bumeranes en forma de murciélagos cortaban a través de superficies y materiales muy duraderos. Los guantes del uniforme Duende fueron diseñados con conductores minúsculos que permitieron la liberación de electricidad a casi 10,000 amperios. De una tensión indeterminada. Originalmente, Osborn usó un palo de escoba mecánico para volar por el aire durante sus primeras hazañas como el Duende Verde. Sin embargo, el palo de escoba volador no duró mucho y se mejoró al crear el Duende Planeador. El Duende Planeador era un sistema de vuelo más eficiente que el palo de escoba voladora de Norman. El Planeador le permitió al Duende llevar consigo una amplia gama de armamentos, incluyendo misiles inteligentes y buscadores de calor, ametralladoras, cuchillas de extensión, un lanzallamas y un lanzador / lanzador de bombas de calabaza mientras volaba y tenía mucha más velocidad y movilidad que el palo de escoba.

### Armas como Iron Patriot
Durante los eventos de la historia de "Dark Reign", Osborn creó la identidad del Iron Patriot (una amalgama de Iron Man y el Capitán América) para consolidar su posición como un héroe. Como Iron Patriot, utilizó una versión obsoleta de la armadura de Iron Man pintada con los colores del Capitán América. La armadura presentaba fuerza sobrehumana, durabilidad mejorada, vuelo, explosiones de impacto magnético, misiles de búsqueda de calor, láseres miniaturizados, lanzallamas y un sistema de comunicaciones alojado en su casco que le permitía interactuar con cualquier satélite o red informática controlada por los EE. UU. Mientras que la armadura original de Iron Man utilizaba tecnología repulsora, el diseño de Osborn no; Stark destruyó todos los repulsores, excepto uno, y afirmó que "Oz es demasiado estúpido" para fabricar su propio sistema de armas basado en repulsores. El proyector en forma de estrella Uni Beam en su pecho, debido a su forma, también tiene un rendimiento menos potente que el del modelo original de Iron Man.

### Poderes como el Super-Adaptoide
Después de su tiempo en prisión, los científicos de AIM convirtieron a Osborn en un Super-Adaptoide, capaz de absorber las habilidades de cualquier ser mutante, alienígena, androide u otro ser superpoblado al tocarlos. De esta forma, poseía una fuerza y durabilidad considerablemente mayor; donde una vez fue aproximadamente tan fuerte como Spider-Man, ahora poseía la fuerza suficiente para dominar y arrojar a Luke Cage a una distancia considerable de él. También podía levitar, y fue capaz de vencer a la Visión en un conflicto aéreo entre los dos.
Es conocido por haber absorbido las habilidades de Luke Cage, Visión, Red Hulk y Protector, y se sugiere que también haya absorbido las habilidades de sus Vengadores Oscuros actuales. En su forma final, su cuerpo creció hasta el tamaño de Hulk, y al igual que Hulk fue capaz de crear ondas de choque al golpear el suelo o aplastar sus manos. Su durabilidad fue suficiente para resistir los ataques combinados de todos los Vengadores, y demostró habilidades curativas notables, recuperándose en segundos después de que Daisy Johnson usara sus poderes para hacer explotar su corazón. También podría volverse intangible manipulando su densidad, como lo hace la Visión.
Sin embargo, Osborn no tenía control sobre sus habilidades Super-Adaptoides; automáticamente absorbería los poderes de cualquier superhumano que tocara, incluso si no lo quisiera conscientemente. También estaba limitado en la cantidad de poderes que su cuerpo podía contener, ya que los científicos de AIM le advirtieron que absorber demasiados poderes a la vez podría sobrecargar sus sistemas. Al final, inadvertidamente absorbió las habilidades de todos los Vengadores y Nuevos Vengadores cuando todos lo tocaron a la vez, y la combinación inestable de sus múltiples poderes diferentes causó un daño significativo a la química de su cuerpo, lo que provocó que entrara en coma. Después de que recuperó la conciencia, estos poderes fueron aparentemente quemados, devolviéndolo a su nivel de Duende en su lugar.

### Poderes como el Duende Rojo
Después de obtener el control del deseo del simbionte Carnage de masacrar sin sentido, Osborn lo usó para formar un nuevo atuendo en forma de 'Duende Rojo', que esencialmente se asemeja a una versión roja de su traje de Duende Verde sin la ropa púrpura y verde, como bien como una cola larga y un aliento llameante. Con el simbionte, puede crear su propio Duende Planeador y lo que él llama 'Bombas Carnage', que son esencialmente bombas de calabaza que pueden hablar y morder a sus objetivos antes de explotar, así como las mejoras tradicionales del simbionte Carnage. Debido a la combinación del simbionte con la nueva fórmula de Duende inyectada en su sistema, Osborn es inmune a las debilidades tradicionales del simbionte de fuego y sonido, aunque el toque de Anti-Venom sigue siendo peligroso para él. También revivió su capacidad de diseminar su materia constitutiva a otros.

## Otras versiones

### MC2
En el universo de MC2, Norman Osborn es el mismo personaje de su porción de la línea de tiempo 616 original de 1996-1999, solo en este universo, secuestra a la hija de Peter, Mayday Parker y la deja al cuidado de Allison Mongraine. Sin embargo, el caprichoso clon original de Peter, Kaine, junto con un arrepentido Mongraine, devuelve el bebé May a los Parker.
Dos años más tarde, Norman intentaría obtener un poder increíble a través del Encuentro de los Cinco, pero en una batalla final con Spider-Man, Osborn muere en una explosión que también hiere gravemente a Peter y le cuesta una de sus piernas. May más tarde se convertiría en una heroína por derecho propio, Spider-Girl.

#### Normie Osborn
Normie Osborn es el hijo de Harry Osborn y Liz Allan, y el nieto de Norman Osborn. En la línea de tiempo alternativa del universo MC2 se convierte en el Duende Verde y lucha contra la hija de Spider-Man, May "Mayday" Parker, antes de reformarse y convertirse en su aliado.

#### Phil Urich
En la línea de tiempo MC2, Phil Urich se casa con su novia Meredith y se convierte en científico forense y amigo de Peter Parker. Conoce las identidades de Peter y Spider-Girl. Phil Urich retoma la identidad de los trasgos, primero bajo el nombre del Duende Dorado, y luego como el Duende Verde con la ayuda de Normie Osborn (III). Después de que Phil perdió una larga serie de batallas, Normie recrea la máscara original de Phil, que le otorga fuerza sobrehumana y otras habilidades, mejorando enormemente su efectividad. También es miembro fundador de los Nuevos Guerreros.

### Spider-Man: Clone Saga
En el recuento de la saga del clon por Tom DeFalco, Norman no sobrevivió a su batalla con Spider-Man después de la muerte de Gwen Stacy. El Chacal planea clonarlo como un complot para atormentar a Ben Reilly y Peter Parker (aunque no lo saben) antes de que Kaine lo mate. Sin embargo, Harry Osborn, que todavía está vivo en esta realidad, logra obtener el clon pod y libera a Norman. Este clon es bastante sensato debido a que nunca ha estado expuesto a la fórmula de los Duendes, y se esfuerza repetidamente para convencer a su hijo loco para que detenga sus planes maníacos. Finalmente se sacrifica para salvar a los Parker y al bebé May de Harry, quien jura venganza.

### Ultimate Marvel
La versión Ultimate Marvel de Norman Osborn es un industrial y científico corrupto que está tratando de perfeccionar la droga Súper Soldado para S.H.I.E.L.D., una obsesión que lleva a la negligencia de su esposa Martha Osborn y su hijo Harry Osborn. Cuando una araña inyectada con OZ muerde a Peter Parker en una excursión, y desarrolla habilidades asombrosas, Norman teoriza que si OZ combinado con ADN de araña estuviera detrás de las habilidades de araña de Parker, entonces Norman con OZ combinado con su "propio" ADN se convertiría en una versión mejorada de sí mismo. Pero su experimento sale mal, y él mismo se transforma en un monstruo musculoso, grotesco, con apariencia de duende, lo que le otorga una fuerza sobrehumana, reflejos, resistencia, velocidad y durabilidad, y le permite saltar grandes distancias. También es pirocinético, ya que puede lanzar bolas llameantes de energía destructiva. Su alter ego se conoce más tarde como el "Duende Verde" por el público.

### What If?
Norman Osborn ha aparecido en algunas historias de "What If?":
- En una historia que pregunta "¿Qué pasaría si Spider-Man salvó a Gwen Stacy?", Spider-Man saltó detrás de Gwen Stacy cuando el Duende Verde la arrojó desde el Puente de Washington, lo que permitió a Norman Osborn filtrar la identidad de Spider-Man al Daily Bugle.[92]
- En una historia que pregunta "¿Qué pasaría si el Capitán América liderara a todos los héroes contra la ley de registro de superhéroes?", Duende Verde estaba entre los villanos que atacaron al Centinela ONE Strikeforce. Fue derrotado por el grupo del Capitán América y luego fue atacado por Code Lightning (un ejército de clones de Thor).[93]
- En una realidad alternativa, Osborn adquirió las Gemas del Infinito después de manipular a un ejército de villanos para que hicieran el trabajo por él y las usó para volver a montar el Guantelete del Infinito, derrotando a la mayoría de los héroes mientras atrapaba a Spider-Man en un bucle de tiempo en el que presenciaba / "causa" la muerte de Gwen Stacy una y otra vez. Sin embargo, cuando Norman usa el poder del Guantelete para resucitar a su padre abusivo y mostrarle lo que ha logrado, su padre lo descarta como un pequeño tirano y un monstruo hasta que Norman usa el Guantelete para cambiar la opinión de su padre. Cuando Thanos aparece, matando al resto de los Vengadores Oscuros mientras se burla de Osborn sobre la naturaleza hueca de la aprobación actual de su padre, Osborn lo destruye, pero cuando su padre alterado solo dice que ama a Norman como un hijo, Osborn lo borra en un ataque de ira mientras quería ser elogiado por sus logros, y se dio cuenta demasiado tarde de que borrar a su padre también lo borra automáticamente.[94]

## En otros medios

### Televisión
- La versión de Norman Osborn de Duende Verde apareció en la serie animada de televisión de 1960, Spider-Man (serie de televisión de 1967), con la voz de Len Carlson. El personaje es representado como un ladrón tonto y que está obsesionado con la magia y los campos sobrenaturales de experiencia en los que la iteración original nunca está interesada, prefiriendo usar la tecnología para cometer delitos. Una nueva arma utiliza al Duende Verde que es polvo gremlin, que ciega brevemente a personas. Él aparece en los episodios de "La hora de las brujas", "Magia Malicia" y Captura a la Araña". La primera vez que se roba el libro de un mago de hechizos e intenta utilizando a Jameson como un medio para convocar a los demonios del inframundo. Spider-Man detiene la invocación de un cementerio, el Duende Verde es palmeada y encarcelado. A continuación, en un episodio similar, que roba a Blackwell, la Casa del Mago, y utiliza sus poderes mágicos para cometer robos. Mientras que él está en la casa de nuevo Blackwell, Spider-Man lo detiene con la ayuda de Blackwell, y él está cargada hacia arriba. En su última aparición el científico invisible Dr. Noah Boddy le escapa de la cárcel junto con Electro y el buitre. Él es el primero del grupo para encontrarse con Spider-Man, el uso de una bomba especial de calabaza con una fórmula creada por el Dr. Noah Boddy para debilitar los sentidos de Spider-Man. Él es derrotado finalmente con los otros villanos cuando tienen un enfrentamiento a medianoche, cuando Spider-Man utiliza la ventriloquía para hacerlos pelear entre sí. El Duende golpea a Electro con una bomba de calabaza, entonces Spider-Man lo golpea al desviar una de sus propias bombas calabaza y los elementos laminares hasta ser encarcelado junto con los otros villanos.
- La versión de Norman Osborn de Duende Verde apareció en la caricatura de Las nuevas aventuras de Spider-Man (1981), con la voz del actor inglés Neil Ross. La descripción de esta serie del personaje es mucho más cercana al cómic original que la encarnación animada anterior. Aparece en el episodio "La Venganza del Duende Verde". En la continuidad del episodio, Spider-Man se enfrentó y derrotó al Duende Verde tres años antes, durante el cual los oponentes se desenmascararon el uno al otro. Habiendo recuperado su memoria durante un accidente de tren al comienzo del episodio, Osborn retoma su personalidad y equipo de Duende, y amenaza con revelar la verdadera identidad de Spider-Man al mundo.
- La versión de Norman Osborn de Green Goblin apareció en el concurrente Spider-Man and His Amazing Friends (1981-1983) con la voz de Dennis Marks. Esta encarnación se representa como algo más cercano al Lagarto con un grave problema médico de cambio físico e incontrolable en el Duende Verde. El personaje tiene una sobrina llamada Mona Osborn (con la voz de Sally Julian) que no tenía conocimiento de la doble identidad de su tío. Cuando el Duende la mantuvo cautiva para que pudiera descubrir la ubicación de una fórmula, ella declaró que le parecía familiar. Norman Osborn se cura con un rayo y lo envía de vuelta al Instituto Médico.
- Ambas versiones de Duende Verde aparecieron en la década de 1990 Spider-Man: The Animated Series, con Neil Ross retomando el papel de la serie de 1981 como Norman Osborn, con Harry Osborn con la voz de Gary Imhoff. Esta versión es uno de los villanos más recurrentes de la serie, junto con Kingpin. A diferencia de su contraparte cómica, que no es una versión loca de sí mismo y en su lugar se ha desarrollado el trastorno de personalidad múltipl. Pero aunque es un despiadado hombre de negocios, que se ve atrapado en los asuntos del pivote central. Esta encarnación es también un padre responsable e inventor, el cuidado profundamente por Harry Osborn y le dijo nada acerca de sus tratos criminales. Su personalidad de Duende Verde (que se produjo después del Hobgoblin) actúa sobre la destrucción de todo el mundo que ha perjudicado a su personaje original durante toda su vida. Para las dos primeras temporadas de la serie, Norman apareció como un industrial corrupto, presionado para suministrar el pivote central con armas y sustancias químicas en contra de su voluntad. En el episodio "Enter el Duende Verde", Osborn se expone a un gas tóxico que aumenta en gran medida su fuerza física, sino también lo lleva loco y despierta el mal en el interior que es el Duende Verde. El gas también altera de alguna manera el equipo del Hobgoblin en el equipo verde-color, que Norman se pone el equipo OsCorp alterado. Aun cuando se supone Osborn ha muerto en el accidente, el Duende Verde y luego secuestra a varios OsCorp accionistas (como Kingpin y J. Jonah Jameson) que había atormentado a Norman. El Duende captura a Mary Jane Watson, cuando se encuentra con MJ en los restos del edificio y toma a MJ a una base submarina. Él da un simulacro de juicio de los accionistas. Después de una pelea con Spider-Man, Osborn perdió la memoria. Luego le dice OsCorp que se detendrá la fabricación de armas químicas. En el episodio "Goblin War!", Osborn, una vez más atormentado por el pivote central, ve el Duende Verde en todas las reflexiones y lo convierte de nuevo, tras derrotar al 'impostor' Hobgoblin y el robo de la dilatación aceleradora del tiempo, una máquina capaz de generar portales. En el episodio "punto de inflexión", el Duende descubre la identidad secreta de Spider-Man, secuestra a Mary Jane, y lucha contra Spider-Man encima del puente George Washington. Al final, el Duende se queda atrapado en otra dimensión, después de su planeador lo empuja a través de un portal y Mary Jane también cae a través de un portal. En el episodio "El retorno del Duende Verde", el Duende aparece en las pesadillas de Harry, atrayendo a su hijo a ser el segundo Duende Verde. Entre las promesas de matar a Spider-Man, que prometió a su hijo para revelar lo que sucedió a su padre. Finalmente revela esto, pero Harry se coloca en un hospital mental. En el episodio "La boda", el Duende aparece de nuevo para convencer a Harry de salir y ser su sucesor de nuevo cuando se entera de que Peter Parker y MJ se van a casar. Pero Liz Allan convence a Harry, que son amigos de verdad, su conexión con Harry Osborn se rompe y queda atrapado en el limbo. En el final de la serie "Realmente, realmente odio clones", versiones de realidad alternativa del Duende Verde y el Duende hacer un aspecto en el que están trabajando para Spider-Carnage y un Kingpin de una realidad alternativa.
- En la serie animada de Spider-Man Unlimited (1999-2001), con la voz de Rino Romano, apareció una versión de Contra-Tierra de Duende Verde. Esta versión se presenta como un héroe, confundiendo a Spider-Man con un enemigo durante su primer encuentro. En lugar de un planeador, maneja una mochila que brota alas. Él salva a Naoko Yamada-Jones y Shayne Yamada-Jones de uno de los planes de Venom y Carnage con la ayuda de Spider-Man. Después de que el Duende deja ir a Naoko y Shayne, se susurra a sí mismo acerca de llamar a Naoko su amor. Se revela que Naoko tiene un exmarido celoso que trabaja por la rebelión contra el Alto Evolucionador. El exmarido de Naoko (parado en las sombras) revela que está celoso, sospechando que Naoko y Peter Parker están teniendo una aventura. Golpea en una pared que los ladrillos caen, confirmando así que el Duende es, de hecho, el exmarido de Naoko. El siguiente Duende aparece cuando descubre que tanto Spider-Man como Peter son la misma persona. También aprende que Spider-Man es de la Tierra original, y las intenciones del héroe en Contra-Tierra son John Jameson. El rescate dado que Jameson, que trabaja con los rebeldes contra el Alto Evolucionador, no acepta venir y permite que Spider-Man se vaya por su cuenta, el Duende decide ayudar a conseguir un barco que tiene el Alto Evolucionador, que originalmente era el de Spider-Man. Spider-Man y el Duende se unen a los Rejects, un grupo de Beastials de los que se deshizo el Alto Evolucionador ya que resultaron inútiles, y llegan a Solaris II (el barco que Spider-Man alguna vez tuvo). Sin embargo, Spider-Man tiene más corazón y Solaris II se estrelló contra una de las torres del Alto Evolucionador que presumiblemente mata al Goblin en la explosión. Pero al final de la serie, se revela que sobrevivió y se unió a los Rechazos. Los deja para ayudar a Spider-Man y los rebeldes a luchar contra el Alto Evolucionador. Es uno de los personajes que se escaparon cuando miles de simbiontes saltan a Contra-Tierra según los planes de Venom y Carnage.
- El Duende Verde aparece en la serie animada The Spectacular Spider-Man (2008-2009) con la voz de Steven Blum. La identidad de esta versión es Norman Osborn (con la voz de Alan Rachins) o Harry Osborn (con la voz de James Arnold Taylor). En la primera temporada, el Duende aparece por primera vez como un criminal misterioso que intenta derrocar al Big Man como el jefe criminal de Nueva York equipado con tecnología robada de OsCorp. Después de varias batallas con el Duende, Spider-Man inicialmente sospecha de Norman, al ver al villano regresar a la residencia de Osborn, pero en su lugar encuentra a Harry en el traje del Duende. Spider-Man y Norman concluyen que el robo y el consumo de Harry de "Hemoglobina Verde" provocaron que la persona Duende luchara contra el Big Man. Después de que Spider-Man se compromete a mantener el secreto de Harry a condición de que el villano nunca vuelva a aparecer, Norman se embarca en un viaje a Europa con Harry para que su hijo pueda superar la adicción. En la segunda temporada, el Goblin reaparece para orquestar su consolidación de poder. El manipula a Hammerhead para organizar una conferencia entre Tombstone, Silvermane y Doctor Octopus, lo que dio como resultado que Spider-Man acabara con los tres señores del crimen. Ahora, como el nuevo jefe criminal "Big Man" en Nueva York, el Duende, una vez más, trata de matar a Spider-Man, primero usando Molten Man y luego atrapando a Spider-Man en una prisión avanzada.Junto a muchos criminales guardados por el lanzaredes. En el final de la serie, el Duende tiene un enfrentamiento final con Spider-Man. La verdad de la identidad del villano finalmente se revela: Norman fue el hombre en cuestión todo el tiempo e incluso enmarcó a Harry para proteger su identidad. Norman justifica sus acciones diciendo que está protegiendo a Harry. Una batalla extenuante con Spider-Man lo envía a chocar contra un escondite de sus propias bombas de calabaza (pero se muestra que Norman ha sobrevivido).
- La versión de Norman Osborn de Duende Verde aparece en la serie de dibujos animados Ultimate Spider-Man (2012-2017), con la voz de Steven Weber.[95] Esta versión es una amalgama de la iteración de Ultimate Marvel y la encarnación original; tiene el aspecto de monstruo de piel verde de la última iteración pero conserva el uso de la bomba original de planeador y bombas de calabaza.
  - En la primera temporada, el plan maestro de Norman es obtener el ADN de Spider-Man para crear un ejército de Spider-Soldados producidos en masa en todo el mundo, sin embargo, no se da cuenta de que comenzó cuando Peter Parker fue mordido por la araña genéticamente modificada de Oscorp. Por conjeturas, el genético Doctor Octopus usa su ADN para crear a Venom y que siempre necesita un huésped. Después de descubrir la conexión de Harry con el simbionte, Norman de ser intrigado por las nuevas habilidades de su hijo. En la primera parte del final de la temporada "Revelado", Osborn lleva a cabo un plan para atraer a Spider-Man a Oscorp. Como revela sus planes a Spider-Man, el Doctor Octopus traiciona a Norman por inyectándole un suero (hemoglobina verde) mezclado con ADN de Venom y Spider-Man, lo que resulta en la transformación de Norman en una piel verde, monstruo grande, llamado el Duende Verde, luego de que el equipo de Spider-Man llega para salvarlo. Al principio, no es más que una bestia salvaje, la intención de destruir todo a su paso. Pero en la segunda parte del final de la temporada "El Duende Verde al acecho", el Duende Verde comienza poco a poco a recuperar la inteligencia. Ahora inteligente, sin embargo psicápata, el Duende actúa violentamente a través del Helicarrier de S.H.I.E.L.D., lo que resulta en la re-transformación de Harry en Venom y el brazo herido de Curt Connors. Sin embargo, Spider-Man frustra los intentos del Duende en llevar a su hijo, por lo que el villano mutado se lleva el simbionte en la tecnología robada de S.H.I.E.L.D., el planeador.
  - En la segunda temporada, "Carnage", el Duende Verde intenta encontrar un anfitrión para el simbionte de Venom. El primer intento consistía en encontrar un mejor hijo. Después de una pelea con Spider-Man, captura e inyecta Peter con una muestra simbionte, con la esperanza, Peter será un Venom perfecto y un mejor hijo. Pero sin saber que Peter es Spider-Man, la muestra se vuelve imperfecto y se transforma en Carnage. Ordena a Carnage para llevar a Spider-Man, el Duende se sorprende cuando Harry como Venom llega en su lugar, lo que resulta en una batalla perdida con Spider-Man y Venom hasta que Harry rechaza de control de Venom, gracias a Peter. En "La Bomba de Venom", el segundo intento implica un ataque a S.H.I.E.L.D. Después de dejarse capturar y subido a bordo del Tri-Carrier, el Duende libera el simbionte, convirtiendo a Nick Fury y a sus soldados en un ejército de Venom. Con el tiempo, los bonos Goblin con algunos de organismo, transformándose en Venom a la batalla de Spider-Man. Mientras el antídoto de Doc Ock cura los agentes Venom-infectados, el principal anfitrión de Venom se separa del simbionte y el Duende volvió a la normalidad. En "Una Segunda Oportunidad", Osborn entonces trata de reparar el daño como Iron Patriot, para ayudar a Spider-Man contra los Cuatro Terribles y posteriores a los Spider-soldados de Doc Ock al robarle su idea. En la primera parte del final de la temporada "El Regreso de los Seis Siniestros", Iron Patriot asiste agresivo con Spider-Man y su equipo de S.H.I.E.L.D. en la detención de unos blindados Seis Siniestros en su fuga de la prisión. Con un frente a frente con otro, Iron Patriot batalla en intentos agravantes del Doc Ock. Como Spider-Man cura al Lagarto, Doc Ock inyecta a Iron Patriot con el mismo suero Goblin. Ahora transformó una vez más, el Duende incapacita a Doc Ock y se retira con muestras adicionales del suero Goblin y el equipo de Spider-Man. En la segunda parte del final de la temporada "Ataque Inigualable", el Duende Verde utiliza versiones de él mismo con Nova, White Tiger, Power Man, Puño de Hierro. También se reactiva el original Helicarrier para desatar el suero Goblin en todo el mundo, creando un ejército de Goblins para servirlo. Sin embargo, el Duende es derrotado por Spider-Man y el equipo es curado, y el Duende es encarcelado en el Tri-Carrier, cuando el Dr. Connors sabe que es imposible al curarlo nuevamente.
  - En la tercera temporada, "Los Nuevos Guerreros", el Duende Verde es liberado de su prisión sin querer por el Agente Venom y Araña de Hierro. Con la ayuda del equipo de Supervisor, se roba el Sitio Peligroso de SHIELD y escapa a través de un portal. En las 4 partes de "El Univers-Araña", el Duende Verde aprisiona a Electro en el Sitio Peligroso para actuar como una fuente de energía viviente para que pueda viajar por el Marvel Multiverso para adquirir muestras de ADN de las versiones de realidad alternativa de Spider-Man para una 'muy especial propósito'. Como Spider-Man lo persigue, llega por primera vez a Marvel 2099 para obtener una muestra de sangre de un sucesor futurista de Spider-Man 2099, a continuación, un universo intercambiado en el género en el que le pide su contraparte femenina Norma Osborn (voz de Wendie Malick) (basado en la encarnación Duende verde original) para ayudar a Spider-Girl / Petra Parker a cambio de un vial de su suero Duende para su propio uso. El Duende a continuación toma una muestra de sangre de Spider-Man Noir, una barbilla de Spider-Ham, y otra muestra de sangre de Spider-Knight. El Duende finalmente llega a otro universo alternativo en el que intenta obtener la sangre de Miles Morales como el nuevo Spider-Man, mientras que se encuentra a sí mismo al ser atacado por un alado, demoníaco, su Ultimate contraparte (también expresado por Steven Weber). Durante todo esto, finalmente se da cuenta de la identidad de Spider-Man examinado de ese mundo de la lápida de Spider-Man. A continuación, cuando al regresar a su propio universo, descubre que Spider-Man es Peter Parker, y utiliza un suero creado a partir de la totalidad de la alternativa ADN de Spider-Men para ganar habilidades en forma de araña, la participación en una pelea que gana con Spider-Man. Tanto el hecho de que conoce la identidad secreta de su némesis, el Duende amenaza con alegría de Peter a sus seres queridos. Cuando menciona a Harry, Peter intenta apelar a Osborn, tratando de disuadir de hacer daño a su propio hijo, pero el Duende trastornado ya no se ve a sí mismo como Norman, enojo afirmando que el amor es una debilidad y que "no ama a nadie". Poco a poco, el suero lo más muta, transformándolo como Spider-Goblin. Recluta con la ayuda de la Red de Guerreros para luchar contra el Spider-Goblin, Spider-Man se las arregla para convertir a Spider-Goblin de volver a su forma humana de nuevo con la ayuda de Electro (antes de atacar la ciudad). Norman se verá más adelante, en un hospital después de que perdió a sus recuerdos como el Duende así como la identidad de Spider-Man, saludando alegremente Peter y Harry ya que los dos vienen a visitarlo. El Duende Verde también aparece en el episodio "Pesadilla en las Fiestas". En una realidad alternativa que Peter deseaba renunciar a ser Spider-Man porque las personas nadie lo valora, para ser rico y poderoso, el Duende ahora gobierna Nueva York con su ejército de Spider-Soldados. En una torre mucho más grande y amenazante Oscorp, Spider-Man se encuentra con una versión de cuernos, adecuado que ahora se hace llamar el Rey Duende. Después de haber derrotado y presumiblemente mató a la mayoría de los héroes de la Tierra, que ha tomado las armas de los Vengadores como trofeos (es decir, el casco de Iron Man, los guantes de Black Widow, el escudo del Capitán América, las alas de Falcon e incluso el Mjolnir de Thor, también se sabe que derrotó a Hulk, al igual que Hawkeye y con Nova, destruyó S.H.I.E.L.D. y todo el resto de sus compañeros de equipo). Después de una intensa batalla, Spider-Man derrota al Rey Duende y aprendió esta realidad es en realidad la ilusión de Pesadilla.
  - En la cuarta temporada, las dos partes de "El Ataque de HYDRA", cuando Doc Ock une fuerzas con HYDRA, intenta regresar a Norman de nuevo en el Duende Verde para reclutarlo en los Seis Siniestros, pero encuentra a Norman que se inyectó un suero anti-Goblin para evitar esto, Spider-Man y Araña Escarlata detienen a Ock en salvar a Norman y Harry y les dan un suero anti-Goblin para volver a todos los soldados de HYDRA a la normalidad. En "A Miles de Kilómetros de Casa", en respuesta, los equipos de Doc Ock con Barón Mordo y utiliza el Sitio Peligroso de asedio para convocar al último Duende Verde para contratarlo en su lugar. Cuando el Demonio Duende aprende de las capacidades del Sitio Peligroso, que trata de destruir toda la realidad con ella, pero es detenido por Spider-Man, Doctor Extraño y Miles Morales, que utiliza su araña de picadura de destruir el Sitio Peligroso, lo varada a Goblin y de su mundo en el universo inicial. Sin ninguna otra opción, el Duende Verde último se une a Doc Ock con los Seis Siniestros. En "Los Nuevos 6 Siniestros, Parte 1", se une a Doc Ock junto a Electro, Rhino, Kraven e Hydro-Man en atacar el Triskelion, antes de ser derrotado por Spider-Man y su equipo. En el final, "Día de Graduación, Parte 2", Norman Osborn ayuda a Peter a recuperar las habilidades como Spider-Man, revelando que él recuperó sus recuerdos del Duende, aún mantiene el secreto de Peter por respeto, hasta que los Seis Siniestros atacan y destruyen Oscorp, luego de ser salvado por Spider-Man, escapa.
- Norman Osborn aparece en esta serie Spider-Man (2017), expresado por Josh Keaton que, irónicamente, expresó a Spider-Man en la serie animada Spectacular Spider-Man. En la serie, Norman comienza una nueva escuela llamada Academia Osborn para genios como una forma de salvar a su hijo Harry de la vergüenza después de que Harry fue suspendido brevemente de Horizon High. Sin embargo, más tarde se revela que contrató a Spencer Smythe para causar la suspensión de Harry y presionar a Harry para que acepte su oferta para la academia. En el transcurso de la serie, Norman recluta a pícaros futuros de Spider-Man y actuales para que asistan o trabajen en la Academia Osborn, como Buitre, Doc Ock, y considerando admitir al Chacal. Trabaja durante la primera temporada tramando la caída del Chacal y los Hombres Araña. En el arco de la historia de "Isla Araña", Norman fue una de las primeras víctimas del virus de araña de Chacal y se transforma en un hombre araña. Tener la mayor exposición a los productos químicos le da más control sobre los otros hombres arañas como el Rey Araña (un papel que era el Capitán América en la historia original). En el arco de la historia, "The Hobgoblin", Norman confía el equipo Hobgoblin a Harry Osborn confiando en que destruiría a Spider-Man, pero cuando Harry se negó, Norman se puso la armadura de Hobgoblin y trató de destruir a Spider-Man, y de nuevo supuestamente murió en el proceso. Cuando Harry retomó el control de Oscorp (la Academia Not Osborn, porque fue destruida en Spider-Island), se reveló que Norman estaba vivo (de algún modo) y revela un nuevo y letal proyecto para su hijo.
- Norman Osborn aparecerá como personaje secundario en la próxima serie animada del Universo cinematográfico de Marvel (MCU) / Disney+, Your Friendly Neighborhood Spider-Man (2025), con la voz de Colman Domingo. El será el mentor de Peter Parker.[96][97]

### Películas

#### Películas de Sam Raimi
Willem Dafoe aparece como la versión de Norman Osborn en la película Spider-Man de 2002, mientras que James Franco aparece como la representación de Harry Osborn en Spider-Man 3.
- En la película de 2002, Norman Osborn es representado como el jefe de Oscorp, de mente fuerte y con problemas económicos, que tiene una relación distante con su hijo y posee un profundo respeto y admiración por Peter Parker. El duende verde es representado como una personalidad alternativa, separado de Osborn, quien "le habla" a través de un espejo en su casa. Actuando como el desquiciado ejecutor de los deseos de Norman, The Goblin afirma que Norman es demasiado débil para alcanzarlos por sí mismo. Al comienzo de la película, Osborn le plantea problemas cuando se enfrenta a la amenaza de perder un contrato militar si una fórmula de súper soldado en la que está trabajando no recibe las pruebas humanas adecuadas. Como la pérdida de fondos militares probablemente significaría el fin de su compañía, el desesperado Osborn prueba la fórmula en sí mismo, lo que simultáneamente le otorga una gran fuerza y lo vuelve loco. Al transformarse en El Duende, el delirante Norman roba el vehículo experimental de vuelo de un solo hombre de Oscorp conocido como "el planeador" junto con el traje de vuelo cibernético del dispositivo. Semanas más tarde, en la demostración de armas de una compañía rival, el Duende aparece desde el cielo sobre el planeador y mata a los contratistas militares que amenazaron con retirarse de su acuerdo con Oscorp. Con las principales amenazas a la estabilidad de Oscorp eliminadas, las cosas parecen mejorar para Norman. Sin embargo, a medida que pasan los meses, la misma corporación rival que el Goblin había atacado previamente, reaparece inesperadamente con una oferta hostil para comprar a Oscorp. Habiendo sido conquistados por la oferta, los principales accionistas de Oscorp expulsaron inesperadamente a Norman de la empresa de propiedad intelectual de la empresa. posición. Este acto de traición provoca la reaparición del Duende para matar a la mayoría de los miembros de la junta en el Festival de Unidad Mundial de Oscorp. El ataque del Duende pronto se ve impedido por la intervención de Spider-Man para ahuyentar al terrorífico agente terrorista. El Duende forma rápidamente un respeto a regañadientes por Spider-Man e incluso intenta persuadir al héroe para que se una a las fuerzas. Pero Spider-Man niega esta solicitud, lo que resulta en que el Duende jure matar. Después de descubrir que Spider-Man es en realidad Peter, el Duende incita a Norman a atacar a los seres queridos de Parker, lesionando a May Parker y al secuestro de Mary Jane Watson. Durante su confrontación final, el Duende es superado por Spider-Man en combate y revela su verdadera identidad. En su último intento de matar a Peter, Norman activa su planeador a través del control remoto y él mismo es finalmente empalado luego de ser atrapado accidentalmente en la trayectoria del planeador que se aproxima. Antes de morir, Norman le dice a Peter con su último aliento "no le digas a Harry", no queriendo que Harry se dé cuenta del monstruo en el que se había convertido. En pena y frustración, Harry luego responsabiliza a Spider-Man por la muerte de Norman, sin saber que su padre era el villano que había estado aterrorizando a la ciudad.
- El legado del Duende Verde se menciona en Spider-Man 2. Una visión de Norman Osborn aparece después de la alianza de Harry Osborn con el Doctor Octopus. La visión de Norman exige que su hijo vengar su muerte. Harry rompe el espejo y descubre la guarida oculta de Norman, dándose cuenta de que su padre era el Duende.
- En Spider-Man 3, Harry Osborn finalmente decide actuar como el Nuevo Duende. A pesar de que la contraparte de cómics del personaje ha utilizado la identidad de Duende Verde, Spider-Man 3 opta por el nombre de Nuevo Duende en su lugar. Sin embargo, nunca se hace referencia al personaje como dicho nombre dentro del diálogo de la película, a pesar de ser identificado por este nombre en los créditos y material promocional de la película. El joven Osborn se somete al mismo gas para mejorar el rendimiento que su padre y adapta la mayoría de las armas sobrantes del Goblin a su propio arsenal. Durante su primer altercado con Peter Parker, Harry queda inconsciente y, como resultado, sufre un ataque de amnesia. Después de olvidar brevemente su vendetta, una nueva visión de su padre regresa y lo devuelve al camino de la destrucción de Spider-Man. Durante su altercado, Peter se refiere burlonamente a él como Duende Jr. En última instancia, New Goblin más tarde ayuda a Spider-Man en la batalla final contra Venom y Hombre de Arena después de que su mayordomo le informa de la verdad que rodea a la muerte de Norman. Harry termina enfrentándose a un destino similar a su padre, aunque a un final mucho más noble, ya que termina sacrificando su vida para evitar que Venom mate a Peter.

#### Películas de Marc Webb
- Harry Osborn y Norman Osborn aparecen en la película de 2014 The Amazing Spider-Man 2, con Harry interpretado por Dane DeHaan y Norman interpretado por Chris Cooper. Después de que Harry regresa a casa del internado, Norman revela que se está muriendo de la hiperplasia retroviral (ficticia) que es genética. Harry se entera de que él también tiene la enfermedad, y ahora está en la edad en que comienza a desarrollarse. Después de que Norman dejó atrás toda su investigación, Harry se enteró de que Richard Parker y Norman estaban trabajando en una cura usando las arañas genéticamente alteradas. Al darse cuenta de que existe una cura en la forma de la sangre de Spider-Man, Harry le pide ayuda a Peter Parker para encontrar a Spider-Man. Spider-Man visita a Harry y le dice que tiene miedo de que una muestra de sangre lo mate o que termine como el Dr. Curt Connors. Su asistente Felicia Hardy le dice que el veneno de las arañas antes de que se destruyeran fue extraído y almacenado en la división de Proyectos Especiales de Oscorp. Donald Menken enmarca a Harry por el accidente de Max Dillon y los experimentos realizados en el Instituto Ravencroft para el Criminalmente Loco, y Harry es expulsado de Oscorp. Harry va con Electro y los dos se unen. Electro ayuda a Harry a entrar en los Proyectos Especiales de Oscorp, y Menken lleva a Harry al veneno de araña e inyecta el veneno en Harry. Aunque inicialmente parece haber funcionado, la condición de Harry es más bien acelerada, mutándolo en una criatura parecida a un duende y roba un traje prototipo y un planeador. Después de que Spider-Man y Gwen Stacy derroten a Electro en la planta de energía de Oscorp, el Duende Verde llega y se entera de la identidad de Peter cuando ve a Gwen en la escena. Él jura venganza contra Peter, diciendo que le quita la esperanza y que va a hacer lo mismo con Peter. Luego, el Duende atrapa a Gwen en lo alto de la torre del reloj de la planta de energía de Oscorp y tira a Gwen a través del techo de cristal. Peter y el Duende luchan mientras Gwen observa, aunque finalmente Gwen muere cuando los engranajes de la torre del reloj se desmoronan. El Duende queda inconsciente y luego es encarcelado en Ravencroft, donde se encuentra con The Gentleman y organiza la reunión de un equipo para derrotar a Spider-Man, comenzando con Aleksei Sytsevich como Rhino.
- Tanto Chris Cooper como Dane DeHaan iban a repetir sus roles en la escisión de Sinister Six y The Amazing Spider-Man 3, con Norman Osborn regresando a la vida con éxito después de congelar su cabeza y convertirse en el líder de Sinister Six. Pero debido a que Marvel Studios y Sony llegaron a un acuerdo para producir un segundo reinicio de la franquicia cinematográfica de Spider-Man, se cancelaron la secuela y la escisión.[98]

#### Universo cinematográfico de Marvel
- La versión de Norman Osborn de Willem Dafoe aparece en la película de Marvel Cinematic Universe Spider-Man: No Way Home (2021), con Willem Dafoe retomando el papel.[99] Es transportado a otro universo debido a su versión de Peter Parker estropeando el hechizo del Doctor Strange para hacer que todos olviden su identidad como Spider-Man, lo que en cambio resulta en que personas de todo el multiverso que saben que Parker es Spider-Man sean traídas a su universo. Después de ser visto brevemente por el Parker alternativo (apodado "Peter-Uno"), Osborn lucha contra el personaje del Duende mientras intenta recuperar su orientación. Perdido y abrumado, busca refugio en el refugio de May Parker y conoce a Peter-Uno antes de ser encarcelado en el Sanctum Sanctorum junto con otros supervillanos desplazados del universo. Peter-Uno intenta curar a los villanos con la esperanza de evitar su destino original al regresar a sus respectivos universos, pero el personaje del Duende se apodera del cuerpo de Osborn y convence a los otros villanos para que luchen. En la batalla que siguió, mata a May en un intento de corromper a Peter-Uno antes de escapar. Después de que los otros villanos son derrotados y curados por Peter-Uno, su propio Parker y otra versión apodada "Peter-Tres", el Duende rompe la barrera entre los universos, lucha contra Parker y lo incita a matarlo, solo para ser frustrado por la versión de Duende de Spider-Man. Posteriormente, Peter-Uno y Peter-Tres curan a Osborn, librándolo de la personalidad de Duende, antes de que Strange lance otro hechizo para devolver a todos los individuos desplazados a sus universos originales.

#### Animación
- La versión de Norman Osborn de Duende Verde aparece en Spider-Man: Un nuevo universo, con la voz de Jorma Taccone. En la película, el Goblin que aparece en los principales eventos de la historia es un nativo de la dimensión de Miles Morales, que se inspira en el universo de Ultimate Marvel. Si bien esta representación se basa principalmente en la última iteración de cómics, los elementos visuales de otras encarnaciones anteriores también se amalgaman en el diseño del personaje.[100][101] El Duende es uno de los secuaces de Kingpin, luchando contra el universo de Spider-Man de Miles durante la primera prueba del Super-Colisionador. El Duende empuja a Spider-Man en la explosión del colisionador, hiriendo gravemente a su oponente. Esto también causa una explosión que mata al Duende cuando su cadáver enterrado en escombros es descubierto por Miles.

### Videojuegos
- Aparece en Spider-Man, sale como enemigo principal, tras haber pasado el juego en nivel "Super Hero" puede usarse como personaje jugable.
- Aparece en Ultimate Spider-Man como jefe.
- Aparece en Marvel Ultimate Alliance 2, como personaje jugable después de desbloquearlo.
- Aparece en Spider-Man Friend or Foe como un personaje jugable después de derrotarlo en Tokio.
- Aparece en Spider-Man: Shattered Dimensions, pero en su versión del universo Noir. Se enfrenta a Spider-Man en el circo.
- Aparece en Lego Marvel Super Heroes como enemigo y personaje jugable. Aparece al final del nivel "Times Square Off", robando el Ladrillo de la Tabla de Silver Surfer. Después aparece en el nivel "Exploratory Laboratory", solo que en vez de enfrentártelo a él, te enfrentas a Venom, ya que él escapa. Después aparece como jefe final del nivel "Doctor in the House". Al finalizar el nivel, lo desbloqueas y se convierte en un personaje jugable.
- Aparece en Marvel's Spider-Man como el propietario de Oscorp, alcalde de Nueva York y empleador de Sable International. Actúa como una persona egoísta que busca aumentar su fortuna personal y perpetuarse en el cargo de alcalde. No obstante, se revela que muchas de sus acciones, cómo crear el arma biológica "Aliento del Diablo", son para curar a Harry de la misma enfermedad que acabó con la vida de su madre. Posee el simbionte Venom por razones desconocidas, y lo está usando en Harry. También posee prototipos de bombas de calabaza y armaduras, lo que sugiere su futura transformación en el Duende Verde.
- Aparece en la escena poscréditos de Spider-Man: Miles Morales junto a los científicos de Oscorp y observando a Harry.